# سلطان بن مرشد اليعربي
سلطان (الثالث) بن مرشد بن عديّ اليعربي (؟؟؟؟ - 1155 هـ)، هو الإمام الحادي عشر والأخير لدولة اليعاربة، تولى الإمامة بعد خلع سيف بن سلطان. بايعه جمع من مشايخ العلم من بهلا ونزوى وأزكي ورؤساء القبائل من بني غافر وغيرهم من أهل الظاهرة ووادي سمائل ومشايخ المعاول. استقام على الحق والعدل وخلصت له الحصون من سمايل ونخل وازكي ونزوى وبهلا والشرقية وسالمته القبائل.

## صراعه مع سيف بن سلطان
جهز الإمام سلطان جيشا إلى الرستاق لقتال سيف بن سلطان الذي جمع العديد من أهل الرستاق وخرج بهم نحو ثقاب فلج الميسر للقاء سلطان، فلما أدرك عدم قدرته على مواجهه الإمام سلطان، ترك أصحابه وبعض المؤنة من تمر وغيره وانسحب، وحين وصل الإمام سلطان صباح الجمعة آخر شهر شعبان لم يجد سيف ودخل الرستاق فاستقبله أهلها بالكرامة ولما رأوه أهلا للإمامة وآزروه، ثم حاصر الحصن فلبث في حصاره سبعين ليلة وافتتحه وقد كان سيف ترك فيه عبيده ووالدته وبعض عياله.